# Hauswald (Spiegelau)
Hauswald ist ein Gemeindeteil der Gemeinde Spiegelau im niederbayerischen Landkreis Freyung-Grafenau.

## Geographie
Der Weiler besteht aus sechs bewohnten Häusern und einer Waldkapelle. Er kann über eine Hauptstraße und über einen Waldweg zwischen der Waldkapelle und dem Gästehaus Stern erreicht werden. Eine Einkehr findet sich auch unmittelbar nördlich von Hauswald mit dem Brunnerwirt, zu erreichen über den gleichen Waldweg.
1867 bestand Hauswald aus 4 Häusern mit 13 Einwohnern und gehörte zur Gemeinde Klingenbrunn und zum Expositursprengel Oberkreuzberg. 1959 wurde die Gemeinde Oberkreuzberg in Spiegelau umbenannt.
Hauswald hat 25 Einwohner.